# 野呂ひとみ
野呂 ひとみ（のろ ひとみ）は、日本の元子役、歌手である。

## 人物・来歴
1960年代、劇団ひまわりに所属した子役時代に、『フマキラー  カダン』 （フマキラー）のコマーシャルソングを歌った。
高等学校に在学中、小島みどりと2人でカレッジフォークグループ「オッコ&ミミ」を結成。1968年（昭和43年）6月25日、ニッポン放送の「バイタリス・フォーク・ビレッジ」主催の「第10回記念フォーク・フェスティバル」（虎ノ門ホール）、同年10月6日、ニッポン放送の「オールナイトニッポン」主催の「カレッジ・ポップス・コンサート」（日比谷野外音楽堂）、同年同月12日、ニッポン放送主催の「フロンテSS フォークフェスティバル」（渋谷公会堂、現在のCCレモンホール）、翌1969年（昭和44年）7月19日、鈴屋主催の「上野納涼大会 みんなで歌おうフォーク・ソングの集い」（上野水上音楽堂）などのライヴに出演した。1969年3月、ハーモニイ・センターが自主制作したオムニバス・アルバム『心の歌と若者達』に5曲が収録され、そのうちの1曲『赤ちゃんぐつ』でキングレコードからデビューした。
その後、短期大学卒業後、ソロシンガーとしてスタートした。NHK『みんなのうた』等に出演、ディズニーのアニメ映画『眠れる森の美女』の吹き替えも行なった。 日本海味噌醤油の『日本海みそ』をはじめとする多くのコマーシャルソングを歌い、レコーディングにも参加した。
2002年（平成14年）、伊集加代、鈴木史子、和田夏代子らのコーラスグループ「THE LURE」に、まきみちるに替わって加入した。
のちに、ヴォーカルの鈴木史子、和田夏代子、斉藤妙子、ピアノおよび編曲の大原江里子とジャズコーラス･グループ「THE GOODIES」を結成した。

## おもなディスコグラフィ

### シングル
オッコ&ミミ
- 『赤ちゃんぐつ』（作詞作曲小島みどり、キングレコード、BS-1003、1969年5月）
B面『明日のために』（作詞作曲金子詔一）

オッコ
- 『戦いに散った命』（作詞作曲 滝譲二、キングレコード、BS-1209、1970年6月）
B面『へんね』（作詞作曲 野呂ひとみ）

### アルバム
- オムニバス・アルバム『心の歌と若者達』（ハーモニイ・センター自主制作盤、003、1969年3月）
オッコ&ミミ『赤ちゃんぐつ』、『へんね』、『いつまでも子供でいたい』、『おやすみ坊や』、『明日のために』収録
- 梅垣達志『カタログ』（RCAレコード、RVL-8010、1977年9月25日）

### コマーシャルソング
- 『フマキラー  カダン』 （フマキラー、1960年代）
- 『日本海みそ』（『雪ちゃんの唄』とも、作詞石井学、作曲キダ・タロー、日本海味噌醤油）
- 『味の素マヨネーズ』 （作詞水木亜美、作曲八木正生、味の素）
- 『サトウの生切りもち』 （作曲クニ河内、サトウ食品、1980年）
- 『ハウス ゼリエース』 （作曲クニ河内、ハウス食品、1981年）
- 『雪印アカディ』 （黒沢裕一・野呂ひとみ・川瀬香織、作曲クニ河内、雪印乳業、1982年）
- 『フマキラー  カダン セーフ』 （フマキラー、2008年5月）

## その他
- 『ひとつおぼえの』（『みんなのうた』、1970年8月・9月、「オッコ」名義）

## 註
1. 1 2 3 4 5  #外部リンク欄の「THE GOODIES」リンク先の記述を参照。二重リンクを省く。